# Miedzichowo
Miedzichowo (niem. Kupferhammer) – wieś w Polsce, położona w województwie wielkopolskim, w powiecie nowotomyskim, w gminie Miedzichowo.
Miejscowość jest siedzibą gminy Miedzichowo. Liczy 471 mieszkańców.

## Położenie geograficzne
Wieś położona na skraju Lasów Łomnickich u ujścia strumienia Zawadka do Czarnej Wody.

## Historia
W przeszłości znana była z hutnictwa. W XVII wieku istniała tu kuźnica miedzi i żelaza zwana Kopernym Młynem. Młyny napędzane wodą budowano na Czarnej Strudze, a metale wytapiano z rudy darniowej. Do dziś zachowały się pozostałości dawnego stawu młyńskiego. Znajduje się tu poewangelicki kościół z 1907 r. pw. św. Stanisława Biskupa i Męczennika. W pobliżu szkoły rośnie kasztanowiec o obwodzie 360 cm. Wśród domów znajdują się budynki o konstrukcji szachulcowej pochodzące z XIX i XX wieku.
Miedzichowo stanowi ważny ośrodek produkcji wikliny. Przed I wojną światową obok wikliniarstwa popularna była w tej okolicy także uprawa chmielu. W latach zaboru pruskiego (1793–1807 i 1815–1918) wieś nosiła nazwę niem. Kupferhammer.
W latach 1954–1972 wieś należała i była siedzibą władz gromady Miedzichowo. W latach 1975–1998 miejscowość administracyjnie należała do województwa gorzowskiego.

### Związani z Miedzichowem
Na terenie gminy Miedzichowo urodził się i spędził pierwsze lata życia kardynał Zenon Grocholewski. W samym Miedzichowie miał praktyki szkolne.

## Komunikacja
Przez wieś przebiega droga krajowa nr 92, natomiast na wschód od niej zlokalizowany jest węzeł autostrady A2 (E30) Nowy Tomyśl.